# Frederick Weld

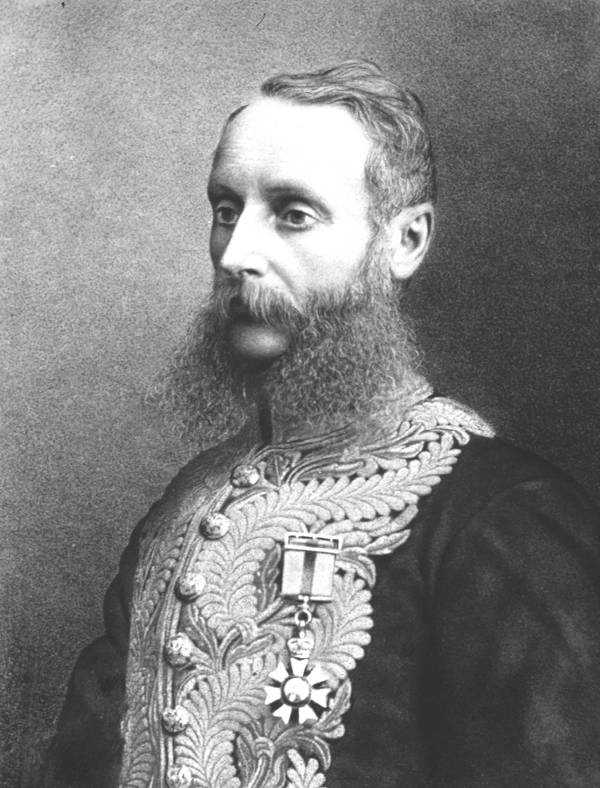
Frederick Weld

Sir Frederick Aloysius Weld (* 9. Mai 1823 in Bridport, Dorset, England; † 20. Juli 1891 in Chideock, Dorset) war der sechste Premierminister Neuseelands. Er regierte vom 24. November 1864 bis zum 16. Oktober 1865. Später war er Gouverneur in drei verschiedenen britischen Kolonien: von 1869 bis 1875 in Western Australia, danach bis 1880 in Tasmanien und schließlich bis 1887 in den Straits Settlements.

## Frühe Jahre
Weld gehörte einer der einflussreichsten römisch-katholischen Familien des Landes an. Sein Großvater hatte bei Clitheroe in der Grafschaft Lancashire das Stonybrook College gegründet, eine prestigeträchtige Jesuitenschule. Sein Onkel Thomas Weld war zum ersten englischen Kardinal seit der Reformation ernannt worden und Robert Vaughan, ein Cousin zweiten Grades, wurde 1877 Erzbischof von Sydney.
Nachdem Weld den größten Teil seiner Kindheit mit seinen Eltern in Frankreich verbracht hatte, war er während neun Jahren Schüler des Stonybrook College. 1841 schrieb er sich bei der Universität Freiburg in der Schweiz ein. Dort studierte er Philosophie, Chemie, Sprachen und Recht. Weld strebte eigentlich eine militärische Karriere an, doch sein Tutor konnte ihn davon abbringen. Stattdessen entschloss er sich, eine Karriere in den Kolonien anzustreben. Er reiste nach Neuseeland und kam am 22. April 1844 in Wellington an.
In Neuseeland baute er zusammen mit seinem Cousin Charles Clifford drei Schafzuchtbetriebe auf und wurde nach einigen Anfangsschwierigkeiten recht wohlhabend. Das Leben als Schafzüchter war ihm jedoch mit der Zeit zu wenig abwechslungsreich und so beteiligte er sich aktiv an der neuseeländischen Politik. Eines seiner Hauptanliegen war es, mögliche Diskriminierungen von Katholiken gleich im Ansatz zu verhindern. Später setzte er sich auch für die Einführung der repräsentativen Demokratie ein. 1852 weilte er zu Besuch in England und gab dort eine Broschüre mit dem Namen Hints to Intending Sheep Farmers in New Zealand (Ratgeber für zukünftige Schafzüchter in Neuseeland) heraus, die wegen der großen Nachfrage in drei Auflagen erschien.

## Politische Karriere in Neuseeland
Im Dezember 1852 war Weld wieder in Neuseeland, kurz nachdem dort bekannt geworden war, dass das britische Parlament ein Gesetz zur Schaffung eines neuseeländischen Parlaments verabschiedet hatte. Weld wurde 1853 als Abgeordneter von Wairau gewählt, einem Wahlkreis im Nordosten der Südinsel; das Parlament konstituierte sich am 24. Mai 1854. Neuseeland war damals in zwei politische Lager geteilt: Auf der einen Seite waren die „Zentralisten“, die eine starke Zentralregierung forderten, auf der anderen Seite die „Provinzialisten“, die eine weitgehende Autonomie der Provinzen anstrebten. Innerhalb dieses Spektrums positionierte sich Weld als gemäßigter Zentralist, der die Extrempositionen beider Lager ablehnte.
Weld gehörte dem inoffiziellen „Exekutivrat“ an, der sich um James FitzGerald und Henry Sewell gebildet hatte. Damit versuchte das Parlament, die direkte Regierungsgewalt über Neuseeland zu erlangen. Gouverneur Robert Wynyard blockte dies jedoch ab und Welds Amtszeit als „Minister“ war nach kurzer Zeit beendet. Allerdings konnte Weld zufrieden feststellen, dass Katholiken uneingeschränkt am politischen Geschehen mitwirken konnten. Die Tatsache, dass sein Cousin Charles Clifford, ebenfalls ein Katholik, zum Speaker gewählt worden war, deutete er ebenfalls als positives Zeichen.
Im Juni 1855 trat Weld als Abgeordneter zurück und reiste nach Hawaii, um den Ausbruch des Vulkans Mauna Loa zu beobachten. Seine Schilderungen erschienen im Journal der britischen geographischen Gesellschaft. Weld hatte seine Träume von einer militärischen Karriere noch nicht ganz aufgegeben und reiste weiter nach Großbritannien. Als er dort ankam, war der Krimkrieg aber bereits zu Ende. Im Juni 1858 eroberte er seinen Parlamentssitz in Wairau wieder zurück.
Zu Beginn des Jahres 1859 reiste er erneut nach Großbritannien, um seine entfernte Cousine Filumena Mary Anne Lisle Phillipps zu heiraten. Die Ehe wurde am 3. März in der Familienkapelle in Leicester geschlossen; aus der Ehe gingen 13 Kinder hervor. Ein typhusähnliches Fieber verzögerte die Rückkehr nach Neuseeland bis Februar 1860. Kaum angekommen, wurde er in Edward Staffords Kabinett Minister für „Eingeborenen-Angelegenheiten“. Weld musste sich mit Konflikten wie dem Ersten Taranaki-Krieg beschäftigen. Im Juli 1861 verlor Staffords Regierung ein Misstrauensvotum.
Im November 1864 trat die von Frederick Whitaker angeführte Regierung aufgrund von Meinungsverschiedenheiten mit dem Gouverneur zurück und Weld übernahm das Amt des Premierministers. Der Streit hatte sich an der Frage entzündet, wer die Stationierung britischer Truppen in Neuseeland finanzieren sollte. Weld war überzeugt, dass die Unfähigkeit der Briten den Konflikt mit den Māori verschärft hatte. Er war gegen Gouverneur Greys Pläne, dass das neuseeländische Parlament die Finanzierung übernehmen sollte. Stattdessen forderte er den Abzug der britischen Truppen und deren Ersatz durch neuseeländische Einheiten.
Während Welds Amtszeit wurde der Umzug der Regierung nach Wellington abgeschlossen. Die politischen Vertreter Aucklands mochten sich nicht damit abfinden und legten der Regierung wo immer möglich Steine in den Weg. Die Maori waren erzürnt, als die Regierung in der Region Waikato 4000 km² Land konfiszierte. Dass Weld den Abzug der britischen Truppen hatte durchsetzen können, trug ihm die Feindschaft des Gouverneurs ein. Darüber hinaus waren die Staatsfinanzen in einem besorgniserregenden Zustand. Nach etwas mehr als 10 Monaten trat Welds Regierung im Oktober 1865 zurück.

## Gouverneur in drei Kolonien
Weld hatte gesundheitliche Probleme und litt an Stress, so dass er im Januar 1866 auch sein Parlamentsmandat niederlegte. Mit seiner Familie verließ er Neuseeland im April 1867. Wieder in Großbritannien, verbesserte sich sein Gesundheitszustand und er begann wieder zu arbeiten. Im Dezember 1868 begann ein neuer Lebensabschnitt, als er zum Gouverneur von Western Australia ernannt wurde.
Im September 1869 kam Weld in Perth an. Unmittelbar nach Amtsantritt begann er, die ausgedehnte Kolonie zu erkunden, und besuchte alle wichtigen Orte mit Ausnahme des fast menschenleeren Nordens. Innerhalb des ersten halben Jahres legte er zu Pferd mehr als 1900 Kilometer zurück. Dabei fiel ihm vor allem auf, wie isoliert die Kolonie war, und er forderte den Bau von Telegrafenleitungen sowie den Ausbau der Verkehrswege. Im März 1870 beauftragte er John Forrest, eine mögliche Telegrafenroute in Richtung Adelaide zu erkunden und zu vermessen. Diese wurde gebaut und bereits 1874 waren auf dem Gebiet von Western Australia Leitungen mit einer Länge von mehr als 1400 Kilometern in Betrieb. Weld beaufsichtigte auch die Einrichtung einer regelmäßigen Dampfschiffverbindung entlang der Küste und den Bau der ersten Eisenbahnlinien.
Seine Ernennung zum Gouverneur fasste Weld als Mandat auf, in Western Australia ähnliche Verfassungsänderungen herbeizuführen, wie sie in Neuseeland bereits umgesetzt worden waren. Mit der Unterstützung des Kolonialsekretärs Frederick Barlee setzte er sich für die Einführung einer repräsentativen Demokratie ein. Bei der erstbesten Gelegenheit präsentierte Weld einen Gesetzesentwurf, der die Bildung eines Legislativrates vorsah, mit zwölf frei gewählten und sechs ernannten Mitgliedern. Das Gesetz trat am 1. Juni 1870 in Kraft.
Barlee begann sich daraufhin für eine eigenständige Regierung einzusetzen und der Legislativrat verabschiedete im August 1874 eine entsprechende Resolution. Weld war zwar der Ansicht, Western Australia sei noch nicht reif für die Selbstverwaltung, akzeptierte aber den Beschluss und leitete diesen an das Kolonialministerium in London weiter. Seine Vorgesetzten lehnten das Begehren ab und kritisierten Weld dafür, dass diese Situation überhaupt erst entstanden war; die Selbstverwaltung wurde schließlich erst 1890 Wirklichkeit. 1874 besuchte Weld aus geschäftlichen Gründen ein letztes Mal Neuseeland.
Im Januar 1875 zog er mit seiner Familie nach Hobart, wo er das Amt des Gouverneurs von Tasmanien antrat. Dieses war weit weniger anstrengend als in Western Australia, da Tasmanien die Selbstverwaltung bereits 20 Jahre zuvor eingeführt hatte. Welds Hauptaufgabe war es, die Sitzungen des Exekutivrates zu leiten. Ende 1879 wurde Weld zum Gouverneur der Straits Settlements ernannt und er zog im April 1880 nach Singapur. Dort hatte er einen großen Handlungsspielraum und nutzte sein diplomatisches Geschick dazu, den britischen Einfluss in den malaysischen Staaten zu vergrößern.
1887 beendete er seine politische Karriere und nahm wieder in seiner Heimat Großbritannien Wohnsitz. 1891 weilte er zu Besuch in den Straits Settlements. Dort erkrankte er ernsthaft und musste nach Großbritannien zurückkehren. Kurze Zeit nach der Ankunft starb er im Alter von 68 Jahren.

## Auszeichnungen
- Companion of the Order of St. Michael and St. George (1875)
- Knight Commander of the Order of St. Michael and St. George (1880)
- Knight Grand Cross of the Order of St. Michael and St. George (1885)